# 貝爾格萊德猶太會堂

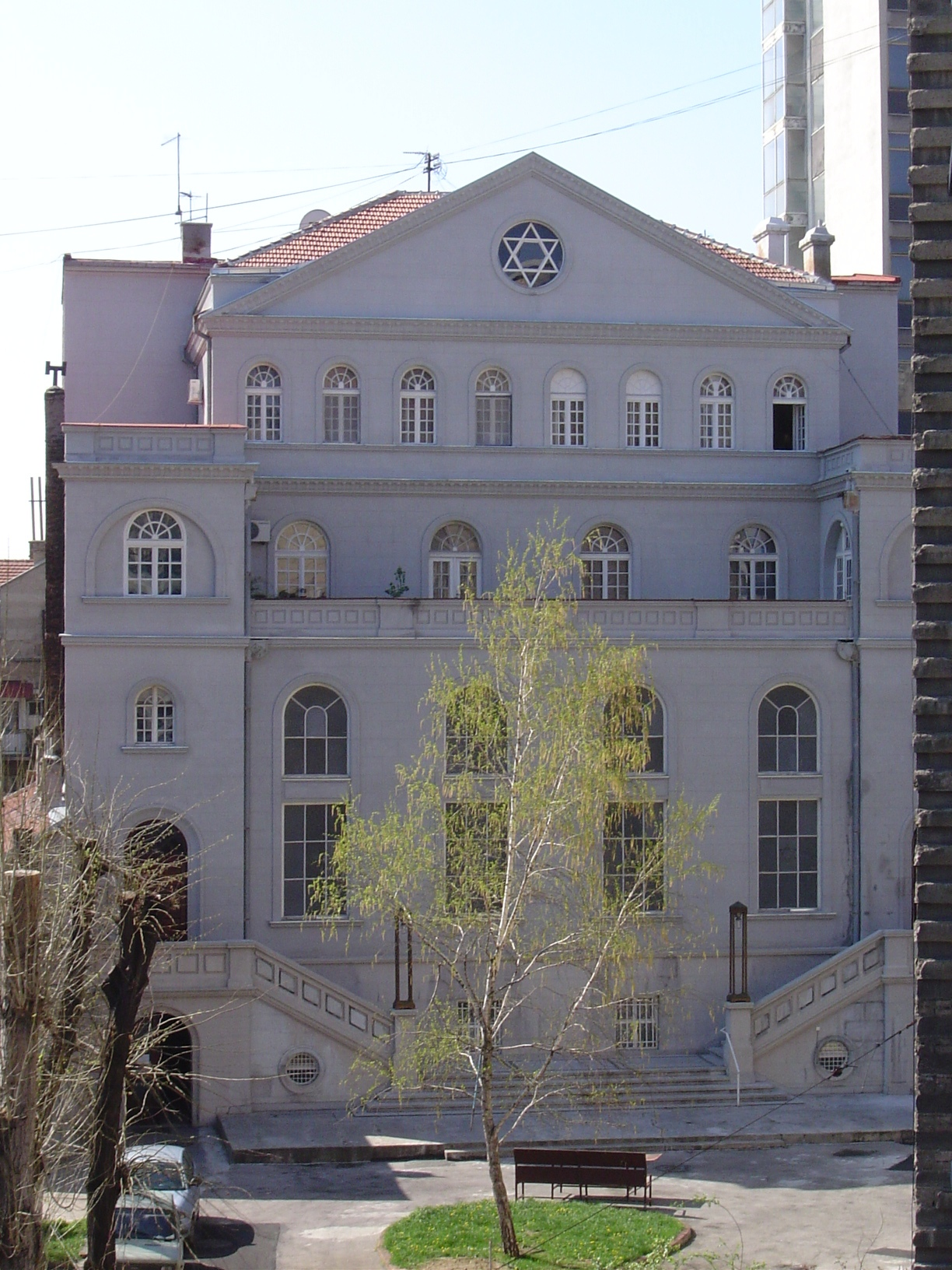

貝爾格萊德猶太會堂（Београдска синагога / Beogradska sinagoga）是塞爾維亞首都貝爾格萊德的一座猶太會堂，也是貝爾格萊德唯一的一座活躍的猶太會堂，位於貝爾格萊德市中心。現在的貝爾格萊德猶太會堂於1923年獲得修建許可，1924年開始建設，1929年竣工。

## 外部連結
- Official city of Belgrade site about Belgrade Jews (Serbian only) （页面存档备份，存于）
- Jewish community of Belgrade （页面存档备份，存于）
- Jewish community of Zemun
- Jewish Historical Museum in Belgrade （页面存档备份，存于）
- History of Jews in Serbia （页面存档备份，存于）
- Cinema Rex Cultural Centre (Serbian and English) （页面存档备份，存于）
- Belgrade Sephardic music band
- Belgrade synagogue from 12.5.2014. （页面存档备份，存于）

44°48′55″N 20°27′26″E / 44.8153°N 20.4572°E